# Stefan Ishizaki
Stefan Ishizaki, kallad Ishi, född 15 maj 1982 i Stockholm, är en svensk före detta fotbollsspelare (mittfältare).
Under 2018 har han även suttit som expertkommentator för Eurosport vid matcher från den amerikanska högstaligan MLS.

## Klubbkarriär
Ishizaki, som är av delvis japanskt ursprung, är uppväxt i Rågsved och fostrad i moderklubben Rågsveds IF. Stefan nådde Rågsveds IFs A-lag vid 15 års ålder innan han lämnade för AIK 1999 som 16-åring. Han spelade sedan för AIK till och med säsongen 2004. Efter att klubben flyttades ner till Superettan inför säsongen 2005 bytte Ishizaki klubb till Vålerenga IF där han blev norsk seriemästare. Inför säsongen 2006 lämnade han den norska klubben för IF Elfsborg där han vunnit SM-guld säsongen 2006 och säsongen 2012. Den 23 april 2012 gjorde han mål från egen planhalva i en bortamatch mot Örebro SK. I januari 2014, flyttade Ishizaki till Los Angeles och LA Galaxy. Den 10 juli 2015 presenterades Ishizaki återigen för AIK.
I december 2017 blev det klart att Ishizaki återvände till IF Elfsborg, där han skrev på ett tvåårskontrakt. Efter säsongen 2019 avslutade Ishizaki sin karriär. Han har efter sin professionella karriär spelat ett fåtal gånger för Kronängs IF.

## Landslagskarriär
Stefan Ishizaki debuterade i Sveriges A- och U21-landslag 2001. Han spelade i U21-landslaget fram till efter U21-EM-slutspelet 2004. Han spelade fram till säsongen 2007 sporadiskt i A-landslaget.

## Meriter
- Svenska Cupen Vinnare 1999
- Mästare, Tippeligaen, 2005
- Mästare, Allsvenskan, 2006 och 2012
- Svenska Supercupen 2007
- Cupvinnare MLS 2014
- Landslagsspelare: A och U21

## Seriematcher / mål (assist)
- 2012: 25 / 8 (10)
- 2011: 25 / 6 (8)
- 2010: 13 / 6 (3)
- 2009: 22 / 6 (3)
- 2008: 20 / 8 (3)
- 2007: 25 / 8 (9)
- 2006: 25 / 4 (10)
- 2005: 15 / 2
- 2004: 19 / 4, varav 4 / 0 (med Genoa) och 15 / 4 (2) (med AIK)
- 2003: 24 / 2 (4)
- 2002: 25 / 5 (4)
- 2001: 18 / 3 (5)
- 2000: 22 / 3
- 1999: 0 / 0